# Gatta Nera
La Gatta Nera (in inglese Black Cat), il cui vero nome è Felicia Sara Hardy, è un personaggio dei fumetti, creato da Marv Wolfman (testi) e Keith Pollard (disegni) nel 1979, pubblicato dalla Marvel Comics. La sua prima apparizione avviene in Amazing Spider-Man (prima serie) n. 194. Originariamente una supercriminale, è una delle comprimarie più importanti dell'Uomo Ragno, con il quale ha avuto in passato una burrascosa relazione. Dopo la loro separazione, Gatta Nera è comunque rimasta uno degli alleati più fidati di Spider-Man e per anni la coppia ha condiviso una rinnovata storia d'amore, finché alla fine cedette nuovamente ai suoi istinti criminali. Facendo parte del suo cast di supporto e uno dei suoi principali interessi amorosi, Gatta Nera è apparsa in molti adattamenti mediatici relativi a Spider-Man, tra cui serie animate e videogiochi.
Felicia Hardy è stata descritta come uno degli antieroi e personaggi femminili più importanti e potenti della Marvel.
Gatta Nera è stata classificata al 24º posto nella classifica dei nemici di Spider-Man secondo IGN, 27^ nella classifica delle 100 donne più sexy dei fumetti secondo ComicVine, e 1^ nella classifica delle 15 migliori antieroine della Marvel secondo thefubkonme.com.

## Biografia del personaggio
Felicia Hardy è nata nel Queens, a New York. Suo padre Walter (Il Gatto) fingeva di essere un venditore ambulante ma era un ladro di fama mondiale che, prima del suo arresto, l'ha incoraggiata a non accontentarsi mai della seconda scelta. Se amava il basket, avrebbe dovuto lavorare per diventare una giocatrice di basket e non solo una cheerleader.
Nella miniserie Spider-Man/Black Cat: The Evil That Men Do, la stessa Felicia rivela che quando era matricola all'Empire State University, è stata violentata dal suo ragazzo Ryan. Odiando l'idea di essere una vittima, si è allenata in vari stili di combattimento e acrobazie, con l'intenzione di ucciderlo. Alla fine, dopo mesi di preparazione, è partita per vendicarsi, ma prima che potesse farlo Ryan è rimasto ucciso in un incidente d'auto per guida in stato di ebbrezza. Furiosa per il fatto che le fosse stata negata la possibilità di vendicarsi, decise di utilizzare le sue nuove abilità per seguire le orme di suo padre. Dopo aver accumulato una fortuna in oggetti rubati, Felicia adotta la sua identità in costume.
Indossando ufficialmente il suo costume da Gatta Nera, progetta di far evadere suo padre dalla prigione. Quella stessa notte incontra Spider-Man, che tenta di impedirne l'evasione. Suo padre morì in casa propria e lei finse la propria morte. Nonostante la sua antipatia per gli uomini, Felicia sente un'affinità con questo eroe solitario; Spider-Man è il primo uomo di cui sente di potersi fidare dopo tanto tempo e inizia a credere di essere innamorata di lui. Felicia cerca un modo per guadagnare la sua fiducia e il suo affetto nei panni della Gatta Nera. Vedendo il buono in Felicia, Spider-Man cerca in ogni modo di ripulire la sua fedina penale.
Felicia viene ricoverata in un istituto psichiatrico ma scappa; unisce le forze con Spider-Man contro il Maggia. Le viene concessa l'amnistia condizionale e convince nuovamente Spider-Man della propria morte.
Gatta Nera trova finalmente l'opportunità di mettersi alla prova dopo aver appreso che Kingpin controlla un detonatore incredibilmente potente. Il Gufo intende usare l'arma per tenere in ostaggio New York City, mentre il Dottor Octopus per distruggere del tutto la città. Tuttavia, la Gatta Nera ruba l'oggetto per proteggerlo da entrambi. Dà il detonatore a Spider-Man e diventa il bersaglio della vendetta del Dottor Octopus e dei suoi uomini. Spider-Man la porta appena in tempo in ospedale e mentre operano le ferite da arma da fuoco e coltello, Peter si rese conto di quanto tenga a Felicia.
Dopo la convalescenza, iniziano una relazione e presto Peter le rivela la sua identità. Felicia ha difficoltà ad accettare il fatto che Peter sia solo un uomo sotto la maschera e non riesca a capire il suo bisogno di una vita civile. Peter ne rimane deluso, ma continua la relazione poiché è la prima volta che non ha bisogno di nascondere la sua vita come Spider-Man a qualcuno.
Inizialmente, gli "incidenti" che sembrano accadere a coloro che hanno incrociato il percorso della Gatta Nera sono solo acrobazie e trappole ben pianificate. Dopo la sua esperienza di pre-morte, Felicia teme che la sua mancanza di superpoteri la rendano un peso per Spider-Man, terrorizzata dal fatto che il suo travolgente bisogno di proteggerla alla fine lo farà uccidere, cerca un modo per rendersi uguale a Spider-Man. A Felicia viene offerta l'opportunità di sottoporsi ad un processo e il misterioso benefattore si scopre essere nientemeno che Kingpin. Spaventata e colma di vergogna di essere stata autorizzata dal re del crimine, tiene segrete le sue nuove abilità a Peter. Il suo potere di "sfortuna" si rivela contagioso e inizia a portare sfortuna a Spider-Man, che era esattamente l'intento di Kingpin. Sentendo un muro di segreti crescere tra di loro, Spider-Man rompe con Felicia. Felicia inizia quindi una "crociata alla Robin Hood", rubando ai ricchi per dare ai poveri.
Peter si rende presto conto che qualcosa non va con la sua stessa fortuna e chiede l'aiuto del Dottor Strange per rimuovere la "maledizione" su di lui. In tal modo, altera la fonte della maledizione e cambia i poteri della Gatta Nera nel processo. Scopre di avere maggiore forza, agilità, equilibrio, visione e artigli retrattili. Mentre svaligia il mercenario noto come lo Straniero, Gatta Nera viene attaccata da Sabretooth, il sicario dello Straniero, ma Spider-Man le salva la vita.
Felicia aggiorna il suo costume e il suo atteggiamento e riaccende la sua relazione con Spider-Man. Fa pace con il suo bisogno di una vita normale nei panni di Peter Parker e gli sta accanto mentre viene accusato di omicidio nei panni di Spider-Man. Insieme, rintracciano la fonte dell'elaborato piano per incastrarlo e combattere lo Straniero. Il suo appartamento viene bombardato e lei inizia a vivere con Peter Parker. Peter in seguito scopre che la loro relazione è solo uno stratagemma e che lei aveva segretamente avuto una relazione con lo Straniero. Tuttavia, nonostante la sua rabbia durante il suo stratagemma, Felicia inizia a ripiegare sul suo desiderio di amare Peter. Spider-Man torna a casa e scopre Felicia che discute dei suoi piani per rovinargli la vita incastrandolo per omicidio, durante una conversazione telefonica con lo Straniero. Prima che possa prenderla, lei scappa. Spider-Man la rintraccia nell'appartamento dello Straniero tentando di indurre il tenente Keating a rivelare prove come Peter Parker. Peter quindi intercetta una telefonata sul telefono di Keating, che si scopre essere Felicia, dicendo a Keating di incontrarla. Tuttavia questa è una parte del suo piano, poiché ha intenzionalmente attirato Spider-Man a trovarla nell'appartamento dello Straniero, provocando uno scontro tra questi e Spider-Man. Successivamente scagiona Spider-Man dalla sua accusa di omicidio. Alla fine, Gatta Nera incrocia lo Straniero e l'Uomo Ragno, descrivendo in dettaglio il suo piano e i suoi sentimenti nei confronti di Peter in una lettera, spiegando anche che è fuggita a Parigi. Questo spinse Peter a trovare supporto e una nuova relazione con Mary Jane Watson.
Anni dopo, la Gatta Nera ritornò in America, cercando Peter Parker e in un confronto casuale con Venom scoprì del suo matrimonio. Arrabbiata e gelosa, Felicia iniziò a molestare la coppia, provocando Peter e uscendo con il suo amico Flash Thompson. La donna arrivò a minacciare fisicamente Mary Jane, giurando di rovinare il suo matrimonio. Malgrado ciò col tempo lei e Peter tornarono amici e a combattere insieme e finì per affezionarsi sinceramente a Thompson, ma quando propose il matrimonio lui la rifiutò, dicendo che si era interessato a lei solo perché era l'ex fidanzata del suo idolo, Spider-Man, ma è implicito che Flash tenesse davvero a lei. Per un po' Felicia gestì anche un'agenzia investigativa denominata "Occhi di Gatto".
In seguito, di nuovo in coppia con il supereroe sconfisse un criminale di nome Brownstone. In quell'occasione Felicia cercò di aiutare il fratello del criminale, che fu stuprato dal fratello in giovinezza, e questo non fece che farle ricordare il suo terribile passato. Insieme a Wolverine  affrontò un robot che aveva le sembianze di Kraven il cacciatore.
In Civil War, dopo che Spider-Man si smascherò pubblicamente, Gatta Nera si arrabbiò perché sentiva che condividevano un legame dato che era stata l'unica sua ragazza a cui avesse svelato la sua identità. Sebbene stia uscendo con Thomas Fireheart (alias Puma), il suo nuovo interesse romantico nota che Felicia potrebbe avere ancora delle inclinazioni romantiche verso Peter.

### Nel regno dei morti
Felicia fu l'aiuto più prezioso per Peter quando su ordine di Goblin, lo Scorpione rapì May Parker: gli salvò la vita dall'Avvoltoio che lo attaccò quando era debilitato da un brutale scontro con Electro, si prodigò nella ricerca di informazioni e lo aiutò anche a far evadere Norman Osborn di galera (si offrì anzi di farlo lei da sola) e a combattere i Sinistri Dodici.
In questa serie ha lavorato per il suo ex nemico il Gufo.

### Civil War
Durante Civil War Felicia decide di registrarsi e di unirsi alla squadra degli Eroi in vendita, guidata da Misty Knight, per catturare i ribelli. Quando però Golia nero viene ucciso da un clone cyborg di Thor, Felicia cambia fazione, schierandosi dalla parte di Capitan America e dei ribelli. Come tutti dopo gli eventi di Soltanto un altro giorno, dimentica l'identità segreta dell'Uomo Ragno.

### Alla grande
Spidey e la Gatta hanno lavorato di nuovo insieme quando entrambi hanno fatto irruzione nella sede del Kingpin per rubare una sostanza chiamata reverbio. Il materiale era stato rubato da Hobgoblin (Phil Urich), alla Horizon Labs.
Il reverbio, combinato con la risata lunatica del supercriminale ha poi causato il crollo della Fisk Tower. Kingpin, Hobgoblin, Spider-Man e la Gatta Nera sono fuggiti, mentre Montana è rimasto vittima del crollo.

### Superior Spider-Man
Con la mente posseduta dal Dottor Octopus, nei panni di Superior Spider-Man, Spider-Man sconfisse la Gatta Nera e la condusse in carcere. Questo stimola in Felicia la crescita di odio e desiderio di riscatto verso l'Uomo Ragno. Felicia ritiene, infatti, che Spider-Man rappresenti tutto ciò che è andato storto nella sua vita e anche dopo aver scoperto che non è stato il suo ex-amante a condurla in prigione, decide comunque di tagliare per sempre i ponti con lui divenendo sua acerrima nemica.

### Alleanza con Electro
Alleatasi con Electro, riesce a prendere il controllo di alcuni supercriminali, meditando vendetta contro Spider-Man (ora di nuovo Peter Parker).
Tenta di smascherare l'Uomo Ragno in diretta TV, ma viene fermata dalla neo-eroina Silk. In seguito cerca di uccidere entrambi gli eroi mandando in tilt i poteri di Electro, ma il duo riesce di nuovo a far fallire i suoi piani.

### Boss del crimine
Ben presto la Gatta Nera diventa una boss del crimine reclutando vari criminali di seconda fascia, che decisero di arruolarsi tra le sue file dopo aver visto come era riuscita a tenere testa all'Uomo Ragno e quasi a sconfiggerlo. Entra ben presto in contrasto con gli altri signori del crimine, in particolare con Phil Urich, che gestisce il regno di Goblin-Nation nei sotterranei della città rapendo numerosi ragazzini che vengono poi trasformati grazie alla formula di Goblin: tuttavia con l'aiuto di Silk (che però sta svolgendo il doppio gioco per conto dell'eroina Mimo) la Gatta riesce facilmente a sgominare Urich e i suoi, togliendogli i poteri e facendolo arrestare.
Quando poi la Gatta Nera viene a sapere dell'esistenza di un nuovo Spider-Man (Miles Morales) decide di toglierlo di mezzo alleandosi con Testa di Martello e rapendolo per poi ucciderlo: il tentativo fallirà quando Spider-Man si libererà e sconfiggerà Testa di Martello, costringendo la Gatta Nera a fuggire. Dopo vari scontri con altri boss criminali, Felicia e la sua gang vengono infettati dal simbionte Mania finendo sotto controllo mentale del boss criminale Lee Price. Quando la gang di Price si scontrò con Spider-Man e Anti-Venom Felicia riuscì a toccare Anti-Venom, distruggendo il pezzo di simbionte che la controllava, e collaborò con i due per spargere il siero Anti-Venom sviluppato dall'Alchemax e lo usò anche per liberare Spider-Man, quando venne infettato. Il gruppo alla fine riuscì a sgominare la gang di Price, e la Gatta considerò la sua faida con Spider-Man conclusa.

### Prede
Un'antica organizzazione La loggia dei ladri, decide di tornare alla ribalta e per dimostrare la sua pericolosità deruba i vari supereroi dei loro gadget (le armature di Iron-Man, lo scudo di Cap, il visore di Ciclope, ecc.). Felicia decide di aiutare il ragno a ritrovarle, vedendo sbagliato sottrarre cose che servono ad aiutare la gente. Il duo riesce nell'impresa e in seguito Felicia, ammette di sentire che le manca qualcosa e di non riuscire a ricordare l'identità del ragno, che le spiega che ciò dipende da un incantesimo del Dottor Strange. Felicia ci rimane male, dichiarando che dopo tutto ciò che hanno condiviso lei e il ragno, merita di ricordare e così Peter si toglie la maschera di fronte a lei annullando gli effetti dell'incantesimo. Mentre la prima volta in cui era venuta a sapere della sua identità ne era rimasta quasi orripilata, Felicia stavolta scoppia in lacrime e lo abbraccia.
Successivamente viene attirata in trappola da Taskmaster e Black Ant e imprigionata insieme a Billy Connors, figlio di Lizard per ordine di Kraven il Cacciatore. Riuscita a liberarsi, la gatta protegge Billy meglio che può e quando il campo di forza che teneva intrappolate le vittime del cacciatore viene disattivato lo riporta a casa.

## Poteri e abilità
Inizialmente, la Gatta Nera non aveva abilità sovrumane. Successivamente, un test indotto dal Kingpin le diede la capacità di influenzare i campi di probabilità; essenzialmente, poteva produrre "sfortuna" per i suoi nemici. Grazie a questo particolare potere della fortuna, la Gatta Nera riesce a salvarsi anche da situazioni estremamente pericolose e complicate. Questa capacità aveva anche l'effetto collaterale di causare problemi a chiunque trascorresse lunghi periodi di tempo intorno a lei.
Il Dottor Strange aveva rimosso brevemente il suo potere di sfortuna, insieme ad un effetto collaterale indesiderato. Questa manomissione magica la dotò temporaneamente di abilità feline, dandole una vista notturna, artigli retrattili nella punta delle dita, velocità, forza, agilità e resistenza sovrumane, proporzionali a quelle di un gatto. I suoi poteri di "sfortuna" e le precedenti abilità furono infine ripristinati dalla scienziata criminale Doc Trauma attraverso l'uso della cibernetica.
La Gatta Nera è un'abilissima ladra, esperta di furtività, scasso di serrature, escapologia, elusione e rilevamento degli allarmi e apertura di casseforti. Talvolta si infiltra nelle strutture nemiche attraverso il travestimento. Ha anche dimostrato di essere un'attrice piuttosto brava quando è diventata manipolatrice. Felicia è una donna astuta, moralmente ambigua e attraente con una figura atletica ma voluttuosa, risorse che usa a suo vantaggio indossando costantemente un costume di pelle con profonda scollatura per attirare gli avversari, e usa 
un comportamento giocoso e civettuolo per manipolare gli uomini, sebbene non è del tutto priva di moralità giacché deruba individui ricchi e criminali. Hardy è una fotografa di talento; in diverse occasioni ha scattato foto di Spider-Man in azione per aiutare Parker nel suo lavoro di fotoreporter e lui ha ammesso che sono migliori del suo stesso lavoro.
Allenata fin da giovanissima, è capace di molte imprese eccezionali. Acrobata di livello olimpionico, la Gatta Nera è fisicamente molto forte e atletica e ha una grande resistenza fisica, oltre ad avere agilità, riflessi e velocità al vertice delle possibilità umane. È un'eccellente combattente di strada in grado di affrontare diversi aggressori armati e di metterli fuori combattimento senza essere ferita. Artista marziale altamente qualificata, ha ricevuto una formazione in diversi stili di arti marziali ed è particolarmente abile nel karate Gōjū-ryū e nel Judo di cui usa regolarmente.

## Equipaggiamento
Il costume della Gatta Nera contiene micro-servomeccanismi che aumentano la sua forza al di sopra dei normali limiti umani. Indossa orecchini che interagiscono con i centri di equilibrio del suo cervello per garantirle una maggiore agilità. Le lenti della sua maschera le permettono di vedere al buio in varie gamme dello spettro elettromagnetico, come gli infrarossi e l'ultravioletto. I guanti del suo costume contengono microfilamenti d'acciaio, che formano artigli retrattili sulla punta delle dita quando flette le dita (attivando un'ondata magnetica che condensa i filamenti in artigli polarizzati) che le consentono di strappare la maggior parte delle superfici e scalare facilmente i muri. Usando questo equipaggiamento, la Gatta Nera è stata in grado di sconfiggere nemici con abilità sovrumane.
La Gatta Nera ha un rampino in miniatura nascosto nella "pelliccia" di ogni guanto, progettato da suo padre Walter Hardy, che le consente di oscillare dagli edifici in un modo simile a Spider-Man, anche se non così veloce. Può anche usare il cavo di questo dispositivo come fune tesa, dispositivo per scalare il muro, linea oscillante o come arma in combattimento.

## Altre versioni

### Ultimate
In Ultimate Spider-Man il personaggio ha un aspetto molto simile alla versione classica, che differisce solo nella mascherina, sostituita da occhiali. È dotata del potere di portare sfortuna e ha combattuto contro Kingpin ed Elektra. Ha avuto una cotta per l'Uomo Ragno, ma quando ha scoperto che è un adolescente gli ha vomitato sui piedi.

### MC2
In questo futuro alternativo Felicia ha avuto due figli da Flash Thompson, Gene e Felicity, e dopo aver divorziato da lui si è scoperta lesbica e ora ha una relazione con una sua dipendente dell'agenzia investigativa che ora dirige. È spesso in contrasto con la figlia adolescente Felicity (che ha addestrato personalmente nelle arti marziali) che ha deciso di essere la socia di May "Mayday" Parker (alias Spider Girl, figlia di Peter e Mary Jane) nella lotta contro il crimine sotto le spoglie del nuovo Ragno Rosso.

### House of M
In questa realtà Felicia Hardy, avendo acquisito i suoi poteri attraverso Kingpin, è, come Elektra, Bullseye, Gladiatore e Typhoid Mary, un'assassina al suo servizio, in realtà è una spia per i "Vendicatori " di Luke Cage a cui dà informazioni ogni volta che può. Kingpin lo scopre e la fa assalire da Bullseye ed Elektra, mentre lui la butta dalla finestra. Felicia sopravvive e si riunisce al gruppo. Prende parte alla battaglia finale a Genosha.

### Noir
Nell'universo noir Felicia Hardy è proprietaria della discoteca il Gatto Nero ed ex (ma ancora amica) amante del giornalista Benjamin Urich che ha aiutato nelle sue ricerche e che le ha affidato documenti scottanti, Felicia segretamente vede l'omicidio di Urich da parte di Jonah Jameson (in realtà il Camaleonte) inviato dal suo capo mafia il Goblin; credendo che fosse Jameson, lo uccide ma viene poi portata nel luogo in cui è tenuto prigioniero, il vero Jameson. Riuscita a fuggire grazie all'intervento di Spider-Man, scopre in seguito la sua identità e comincia una relazione con lui (in questa versione curiosamente Felicia Hardy è l'unico amore dell'Uomo Ragno: non vi compare infatti una Gwen Stacy e Peter ignora Mary Jane essendo profondamente innamorato di Felicia). In seguito viene gravemente ferita dal maestro del crimine, il suo viso rimane sfregiato in modo permanente e comincia a indossare una maschera bianca per coprirlo; manda poi un messaggio al ragno dicendogli che non vuole rivederlo e che lo giudica responsabile delle sue condizioni, sentimento che l'eroe condivide. Successivamente viene rapita da Mysterio per attirare in trappola l'eroe che riuscirà poi a liberarla. È probabile che tutto sommato tenga ancora a Peter, dato che quando verrà ferito durante Ragnoverso e riportato nella sua realtà lo curerà e sarà sempre pronta a difenderlo.

## Altri media

### Animazione
Felicia Hardy/Gatta Nera è apparsa nelle seguenti serie animate, spesso con delle differenze dal personaggio cartaceo:
- L'Uomo Ragno: appare come Gatta Nera nel quarto episodio Caccia al topo.
- Spider-Man - L'Uomo Ragno: in questa serie i genitori di Felicia si chiamano Anastasia Hardy e John Hardesky e lei ha ottenuto i suoi poteri tramite il siero che creò Capitan America (di cui suo padre rapito da Kingpin era l'unico detentore) che le permette, fra le altre cose, di cambiare colore di capelli da biondo a bianco e viceversa, oltre a renderla più forte e agile del normale (riesce persino ad avere la meglio sull'Uomo Ragno al loro primo scontro). Anche in questa versione è stata prima una criminale (costretta dal Kingpin per poter liberare il padre) e ha conteso per molto tempo il cuore dell'Arrampicamuri con Mary Jane Watson, oltre ad avere delle relazioni sentimentali anche con Morbius e Jason Philip Macendale, alias Hobgoblin (anche se la ragazza non era ovviamente a conoscenza della sua identita da criminale). A fine serie parte con Morbius (con cui è tornata insieme dopo il matrimonio di Peter con Mary Jane) e Blade per dare la caccia ai vampiri. Nell'ultima parte della serie viene reclutata dall'Uomo Ragno nelle Guerre Segrete dove dimostra di avere una gran buona considerazione di Capitan America e bacia l'Uomo Ragno. Il personaggio, per ruolo e caratterizzazione, appare come una commistione tra la Felicia dei fumetti e Gwen Stacy, non introdotta nella serie (salvo per l'ultimo episodio, nel quale però vive in un universo parallelo) per decisione degli autori, che non volevano mostrarne il brutale omicidio da parte del Green Goblin. Nell'adattamento italiano il suo alter ego è stato chiamato Gatto Nero, al maschile, ed è doppiata in italiano da Paola Valentini, mentre in originale da Jennifer Hale.[46]
- Spider-Man: The New Animated Series
- The Spectacular Spider-Man: doppiata in italiano da Connie Bismuto. Qui è una misteriosa e seducente ladra che flirta apertamente con Spider-Man e che, nel tentativo di rapire un organismo alieno simbiontico decide di aiutarlo a smascherare il Camaleonte e di rivelare il suo amore all'Arrampicamuri baciandolo in un modo simile a quello di MJ nel primo film di Spider-Man di Sam Raimi. Nella seconda stagione cerca di far evadere suo padre, che è l'assassino dello zio di Spidey, Ben Parker. Quando Spider-Man glielo impedisce, lei dice che non lo perdonerà mai e fugge via piena d'odio per l'eroe.[47]. È curioso notare come sia in questa che nella serie del '94 la Gatta Nera sia stata la prima ragazza a baciare Spider-Man, anche se nel secondo caso era il suo alter ego, Felicia Hardy, a baciare Peter Parker.
- Spider-Man

### Cinema
Il personaggio compare in The Amazing Spider-Man 2 - Il potere di Electro, interpretato da Felicity Jones, tuttavia presenta delle differenze sostanziali dalla versione cartacea: innanzitutto non è una ladra ma l'assistente prima di Norman e poi di Harry Osborn, ed ha i capelli neri. Rendendosi conto che Harry era malato e morente, gli ha rivelato che Donald Menken aveva nascosto il veleno dei ragni geneticamente modificati, prima di distruggerli. Nel film il suo cognome non è citato. Felicia sarebbe dovuta diventare la Gatta Nera in successivi film della serie The Amazing Spider-Man.

### Videogiochi
Il personaggio è apparso in vari videogiochi:
- Spider-Man and Venom: Maximum Carnage
- Spider-Man
- Spider-Man 2: Enter Electro (nel filmato iniziale)
- Spider-Man 2
- Spider-Man: Amici o nemici
- Spider-Man: Il regno delle ombre: aiuta Spiderman a sconfiggere Kingpin e ammette di provare ancora dei sentimenti per Peter e lavora insieme a lui, viene poi infettata da un simbionte e sconfitta proprio dall'Uomo ragno a seconda delle scelte che si compiono nel gioco la sua sorte cambia:
  1. Spiderman decide di mandarla in ospedale
  2. L'Uomo Ragno decide di condividere con lei il simbionte per salvarla trasformandola in una versione semi-simbiotica di sé stessa; in uno dei quattro finali del gioco Spider-Man decide di fermare la bomba del Riparatore che dovrebbe distruggere tutti i simbionti così da non perdere i poteri che gli conferisce il suo. Lo SHIELD dichiara New York a rischio e richiama le truppe lasciando a Peter il controllo della simbiotica New York insieme alla sua regina la Gatta Nera. Questo finale è infatti chiamato Black Cat Ending.
- Spider-Man: Edge of Time: compare nella versione 2099, ovvero un clone di Felicia impiegato dalla Alchemax come "gatta da guardia". Il clone è più forte dell'originale e capace di teletrasportarsi, ma solo all'interno della sede della Alchemax, perché soffre di agorafobia, indotta da un condizionamento impostole per impedirle di abbandonare la ditta. Compaiono anche molti cloni imperfetti, e secondo la trama del gioco la vera Gatta ha lavorato con la Alchemax per anni, in cambio di un medicinale anti-invecchiamento, per poi sparire nel nulla.
- The Amazing Spider-Man: appare all'inizio come paziente all'istituto psichiatrico di Beloit, da cui riesce a fuggire, per organizzare una rapina alla Saint Gabriel Bank. Viene sconfitta e catturata da Spider-Man. In questo gioco viene chiamata solo con il suo vero nome, Felicia Hardy.
- LEGO Marvel Super Heroes e Lego Marvel Super Heroes 2.
- Marvel's Spider-Man (all'interno del DLC La città che non dorme mai).
- Marvel's Spider-man 2 (in cui è una delle prede di Kraven, ma Miles la aiuta a fuggire)

## Accoglienza

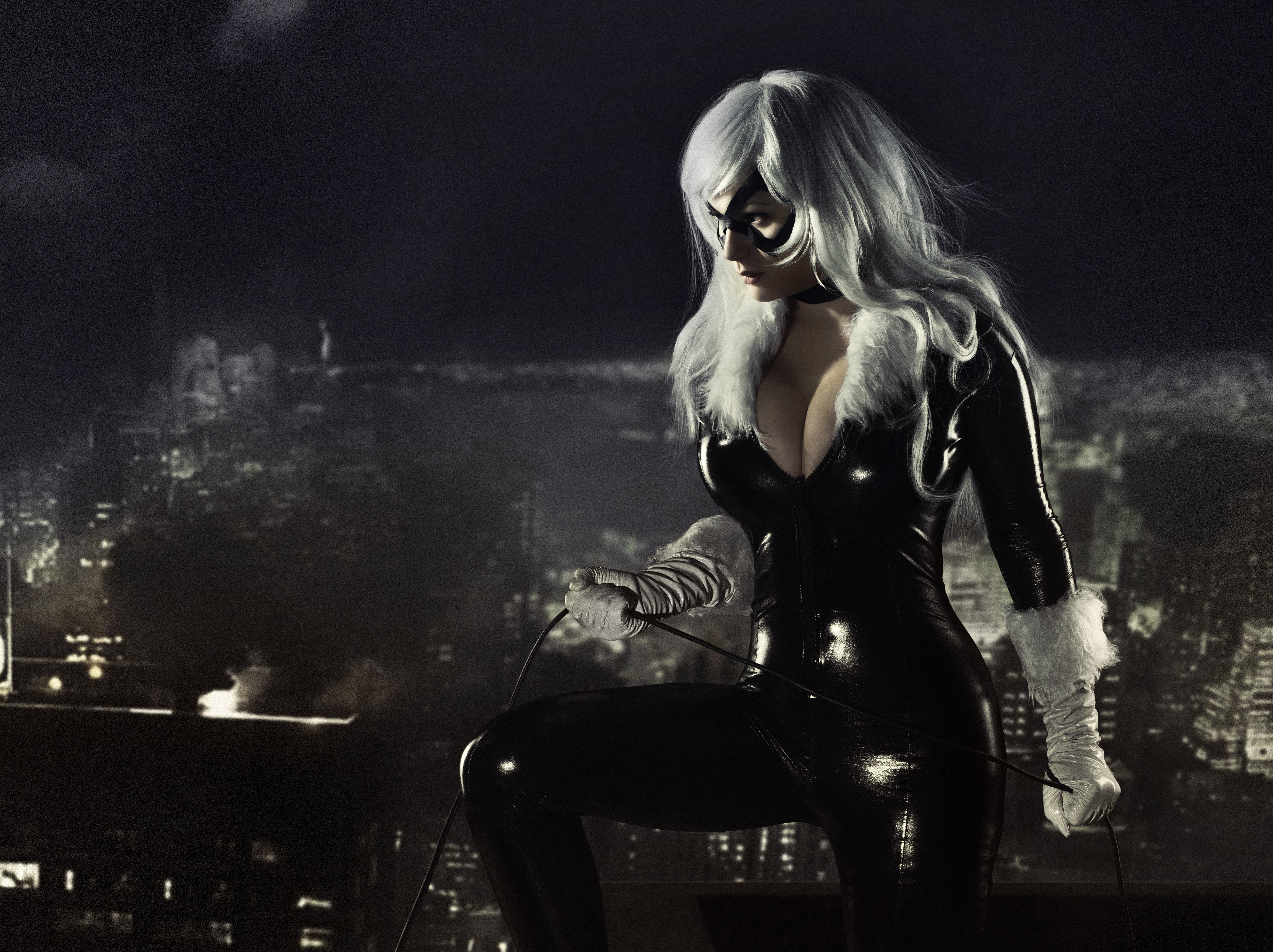
Una cosplayer vestita da Felicia Hardy / Gatta Nera.

### Risposta critica
Liam McGuire di Screen Rant ha definito la Gatta Nera uno dei personaggi preferiti dai fan nei fumetti di Spider-Man, scrivendo: "E' diventata un personaggio di prima qualità nei fumetti, come il suo costume, la sua personalità e la sua giocosità hanno catturato l'attenzione dei lettori e trasformato la Gatta Nera in un'antieroina che sono entusiasti di vedere apparire nelle storie."
Elliot Swan di CBR.com ha definito la Gatta Nera "interessante e complessa", scrivendo: "Si è dimostrata un'eroina degna della possibilità di svilupparsi al di fuori della rete di Spider-Man e si è sviluppata oltre ad essere una nota a piè di pagina nella vita dell'iconico tessiragnatele della Marvel. Felicia Hardy non solo è stata fedele a Spider-Man, ma continua ad essere un'eccitante eroina multidimensionale che brilla fuori dall'ombra delle sue controparti maschili."
Joseph Baxter di Den of Geek ha descritto la Gatta Nera come "un personaggio di Spider-Man di prim'ordine", affermando: "Inizialmente Felicia è arrivata come una formidabile combattente e ladra nel mirino di Spidey, avendo imparato il mestiere da suo padre che è un leggendario ladro. Tuttavia, alla fine ha dimostrato di avere una fibra morale, che ha portato Felicia a diventare un'alleata contro il male e l'interesse romantico per Spidey (in una dinamica che si potrebbe sostenere che rispecchia troppo da vicino Batman e Catwoman della DC Comics). Indipendentemente da ciò, il personaggio è rimasto un punto fermo nell'universo dei fumetti di Spidey".
Peyton Hinckle di ComicsVerse si riferiva alla Gatta Nera come "il fulgido esempio nei fumetti di una donna indipendente che può trovare la felicità al di fuori delle relazioni", affermando: "Per fortuna, in qualche modo, contro ogni previsione, abbiamo la Gatta Nera, che sfida completamente quelle norme. È un personaggio schiettamente sessuale che è anche esilarante. Non deve essere un uomo per fare una battuta sulle parti del corpo o per scherzare con Spider-Man sull'ultimo taglio di capelli. La sua volontà di essere sessualmente attraente non significa che non possa sbuffare quando ride. Può essere intelligente, sexy, divertente e creativa ed essere sempre la stessa donna".
Jesse Schedeen di IGN ha affermato: "Spider-Man non ha molti iconici cattivi femminili (Peter Parker non è il tipo che prende a pugni una ragazza se può farne a meno), ma ha la Gatta Nera. La Gatta Nera è simile a Catwoman, sia nel senso che è un'abile ladra che si veste con il motivo di un gatto, sia perché ha una relazione complicata e a volte romantica con Spidey. Questo non vuol dire che Felicia Hardy sia una copia carbone di Selina Kyle. È un personaggio complesso che si prende cura soprattutto di se stessa e fatica ad andare avanti da una giovinezza difficile".
Eric Diaz di Nerdist ha scritto: "Sebbene inizialmente creata come una gatta ladra sexy simile a Catwoman per Spider-Man da combattere nel 1979, proprio come la sua controparte DC, Felicia Hardy aveva un debole per l'eroe che ha combattuto di più. Alla fine, Felicia rimane romanticamente coinvolta con Spidey, e ha appreso la sua vera identità molto prima che lo facesse Mary Jane. Nel corso degli anni, ha avuto diverse storie incentrate su di lei e ha sviluppato la sua storia passata, facendosi strada più di una semplice Catwoman della Marvel."
Dana Forsythe di Syfy ha dichiarato: "Amata come uno dei migliori ladri dell'Universo Marvel e contraltare dello stupefacente Spider-Man, Felicia Hardy ha camminato sulla linea sottile dell'antieroe e del cattivo da quando ha fatto il suo debutto in Amazing Spider-Man #194. Creata dallo scrittore Marv Wolfman e dagli illustratori Keith Pollard e Frank Giacoia, l'abile gatta ladra ha incontrato per la prima volta Spider-Man mentre cercava di liberare suo padre dalla prigione."
Susana Polo di Polygon ha dichiarato: "Catwoman precede la Gatta Nera di diversi decenni, e sono entrambe famigerate ladre che indossano costumi neri e attillati. Entrambe hanno "gatto" nel loro nome. Entrambe godono di una loro volontà e hanno una relazione con un supereroe maschio urbano - Batman e Spider-Man, rispettivamente - che si sente in conflitto con loro a causa delle loro attività illegali. Ma l'improbabile verità è che tutte queste somiglianze sono pure coincidenze - o forse solo la sfortuna di Felicia Hardy a essere creata in seguito. Le storie di imbrogli deliberati e ispirazione aperta sono così comuni nel mondo dei fumetti che nessuno può essere biasimato per aver pensato che ci fosse qualcosa di divertente in corso nella creazione della Gatta Nera. Ma quello che è realmente accaduto è ancora più interessante. La Gatta Nera e Catwoman sono un esempio raro e genuino di evoluzione convergente".
Anthony Orlando di BuzzFeed ha dichiarato: "Ora che Peter e MJ si sono ufficialmente separati, ora è il momento perfetto per lui di incontrare la Gatta Nera. Nata Felicia Hardy, questa gatta ladra è diventata la compagna di Spider-Man, e ha ripetutamente combattuto al suo fianco nel corso degli anni, rendendola sempre più popolare tra i fan. Anche se può sembrare una copia di Catwoman, Hardy è ancora un personaggio affascinante e complesso tutto suo, e potrebbe fornire il supporto tanto necessario a Spider-Man nella sua nuova, solitaria vita."
Joshua Medina di MovieWeb ha dichiarato: "Con lo Spider-Man di Tom Holland che ha avuto un successo fantastico nell'MCU e forse sta ottenendo una seconda trilogia di film, i fan possono solo sperare di vedere la splendida e astuta Gatta Nera in azione. Lei è letteralmente la kryptonite di Spider-Man in forma umana; è una bellezza così pura e seducente."
Nahila Bonfiglio di The Daily Dot ha affermato: "Una delle cose che molti spettatori amano dell'attuale iterazione di Spider-Man è la sua affascinante innocenza, qualcosa che non si adatta bene a un personaggio come la Gatta Nera. Mentre ogni iterazione di Peter Parker ha un certo grado di bonaria ingenuità, alla sua età attuale, è meglio equipaggiato per gestire avversari che non sfruttano il loro sex appeal. In futuro, tuttavia, la Gatta Nera sarebbe una gradita aggiunta all'MCU, come un cameo o un film completo. I fan dei fumetti e dei film allo stesso modo adorerebbero vedere Peter Parker maturare e l'inclusione di un'antieroina così coinvolgente e complicata delizierebbe senza dubbio gli spettatori. Non sappiamo se accadrà mai, ma ecco sperando che il futuro veda la Gatta Nera sul grande e piccolo schermo".

### Riconoscimenti
- Nel 2009, IGN ha incluso la Gatta Nera nella lista delle "femme fatali della Marvel".[8]
- Nel 2014, Comicbook.com l'ha classificata al settimo posto nella lista dei "7 migliori personaggi femminili del multiverso di Spider-Man".[59]
- Nel 2014, IGN l'ha classificata al 24º posto nella lista dei "25 migliori cattivi di Spider-Man".[60]
- Nel 2015, Bust ha classificata la Gatta Nera al settimo posto nella lista dei "13 personaggi Marvel femminili che prendono a calci nel sedere".[61]
- Nel 2019, CBR.com l'ha classificata al terzo posto nella lista "Spider-Man: i suoi 10 migliori aiutanti".[62]
- Nel 2020, Screen Rant ha incluso la Gatta Nera al decimo posto nella lista dei "10 migliori eroi della Marvel che usano la fortuna a proprio vantaggio"[63] e 11° nella lista dei "25 migliori antieroi nei fumetti Marvel".[3]
- Nel 2020, Sideshow l'ha classificata al terzo posto nella lista dei "10 migliori personaggi dei fumetti a tema felino".[64]
- Nel 2021, Screen Rant ha classificato la relazione tra la Gatta Nera e Spider-Man al terzo posto nella lista delle "10 migliori relazioni nei fumetti di Spider-Man".[65]
- Nel 2022, CBR.com ha classificato la Gatta Nera al 2º posto nella lista dei "10 migliori alleati di Spider-Man"[66] e al 5° nella lista dei "10 cattivi Marvel più attraenti".[67]